# Sipyloidea
Sipyloidea är ett släkte av insekter. Sipyloidea ingår i familjen Diapheromeridae.

## Dottertaxa tillSipyloidea, i alfabetisk ordning[1]
- Sipyloidea abnormis
- Sipyloidea acanthonotus
- Sipyloidea acutipennis
- Sipyloidea adelpha
- Sipyloidea albogeniculata
- Sipyloidea amica
- Sipyloidea aphanamixis
- Sipyloidea atricoxis
- Sipyloidea bella
- Sipyloidea biplagiata
- Sipyloidea bistriolata
- Sipyloidea brevialata
- Sipyloidea brevicerca
- Sipyloidea brevicerci
- Sipyloidea caeca
- Sipyloidea cavata
- Sipyloidea ceramia
- Sipyloidea ceylonica
- Sipyloidea completa
- Sipyloidea distinctissima
- Sipyloidea doleschali
- Sipyloidea dolorosa
- Sipyloidea enganensis
- Sipyloidea erechtheus
- Sipyloidea eurynome
- Sipyloidea excellens
- Sipyloidea foenosa
- Sipyloidea fontanesina
- Sipyloidea fruhstorferi
- Sipyloidea garradungensis
- Sipyloidea gracilipes
- Sipyloidea gularis
- Sipyloidea hariola
- Sipyloidea inscia
- Sipyloidea lampethusa
- Sipyloidea larryi
- Sipyloidea lewisensis
- Sipyloidea linearis
- Sipyloidea lutea
- Sipyloidea magna
- Sipyloidea meneptolemus
- Sipyloidea moricula
- Sipyloidea morio
- Sipyloidea nelida
- Sipyloidea nigroannulata
- Sipyloidea nitida
- Sipyloidea okunii
- Sipyloidea panaetius
- Sipyloidea perakensis
- Sipyloidea pseudosipylus
- Sipyloidea rentzi
- Sipyloidea reticulata
- Sipyloidea robusta
- Sipyloidea roseonotata
- Sipyloidea shukayi
- Sipyloidea sibogana
- Sipyloidea similis
- Sipyloidea sipylus
- Sipyloidea sordida
- Sipyloidea stigmata
- Sipyloidea supervacanea
- Sipyloidea taeniata
- Sipyloidea tristis
- Sipyloidea warasaca
- Sipyloidea whitei
- Sipyloidea wuzhishanensis